# Kwarcowy monzodioryt
Kwarcowy monzodioryt – obojętna skała magmowa typu głębinowego o strukturze drobnokrystalicznej lub średniokrystalicznej i barwie jasnoszarej, szarej lub ciemnoszarej. Na diagramie klasyfikacyjnym QAPF kwarcowy monzodioryt zajmuje wraz z kwarcowym monzogabrem pole 9*.
Monzodioryt od monzogabra różni się następującymi cechami:
- Plagioklazy monzodiorytu zawierają <50% cząstki anortytowej (oligoklaz, andezyn, natomiast monzogabra >50% cząstki anortytowej;
- Monzodioryt zawiera <30% minerałów ciemnych, a monzogabro więcej;
- W monzodiorycie wśród minerałów ciemnych dominują amfibole, a w monzogabrze – pirokseny

W skład monzodiorytu wchodzą skaleń potasowy i plagioklazy (oligoklaz-andezyn), kwarc (w ilości 5–20%), pirokseny (augit, diopsyd, hipersten), amfibole (hornblenda), biotyt, minerały akcesoryczne: apatyt, tlenki żelaza, tytanit, spinel, piryt, cyrkon, allanit i inne.